# Pablo Ibáñez
Pablo Ibáñez Tébar (født 3. august 1981 i Madrigueras, Spanien) er en spansk fodboldspiller, der spiller som midterforsvarer. Han har tidligere spillet en årrække hos det spanske storhold Atlético Madrid, og også i England for Birmingham og West Bromwich.

## Landshold
Ibáñez står (pr. april 2018) noteret for 23 kampe for Spaniens landshold, som han debuterede for den 17. november 2004 i en venskabskamp mod England. Efterfølgende blev han af landstræner Luis Aragonés udtaget til VM i 2006, hvor han spillede i det spanske midterforsvar sammen med Carles Puyol.